# Lancia Aprilia
De Lancia Aprilia werd van 1937 tot 1949 geproduceerd door de Italiaanse autofabrikant Lancia. Het was de opvolger van de Lancia Artena. De Aprilia was beschikbaar in verschillende carrosserievarianten en werd ook als "rollend chassis" aangeboden waar een carrosserie naar wens op gebouwd kon worden. 

## Historiek
De Aprilia was een van de eerste Lancia's die met behulp van een windtunnel werden ontworpen, in samenwerking met Battista "Pinin" Farina en de Technische Universiteit van Turijn. Het was het laatste voertuig dat ontwikkeld werd onder leiding van Vincenzo Lancia.
De Aprilia was in zijn tijd een moderne auto, met een monocoque constructie zonder B-stijl, onafhankelijke ophanging voor en achter, hydraulische remmen op de vier wielen en een compacte V4-motor in aluminium. Hoewel Italië in 1924-1926 was overgestapt van links rijden naar rechts rijden, werd het voertuig nog steeds geproduceerd met het stuur rechts.
De eerste generatie (1937-1939) werd aangedreven door een 1352 cc V4-motor die 35 kW (47 pk) ontwikkelde. Voor de tweede generatie (1939-1949) werd de cilinderinhoud verhoogd tot 1486 cc met een motorvermogen van 36 kW (48 pk).
Diverse Italiaanse carrosseriebouwers, waaronder Zagato, Pininfarina en Ghia, boden op basis van het rollend chassis speciale versies van de Aprilia aan.
De Aprilia bleef zonder duidelijke opvolger. De Lancia Ardea, die van 1939 tot 1953 geproduceerd werd, was beduidend kleiner en de Lancia Aurelia uit 1950 was groter. Pas in de jaren 1960 verscheen er met de Lancia Flavia weer een auto van vergelijkbare grootte.

## Galerij

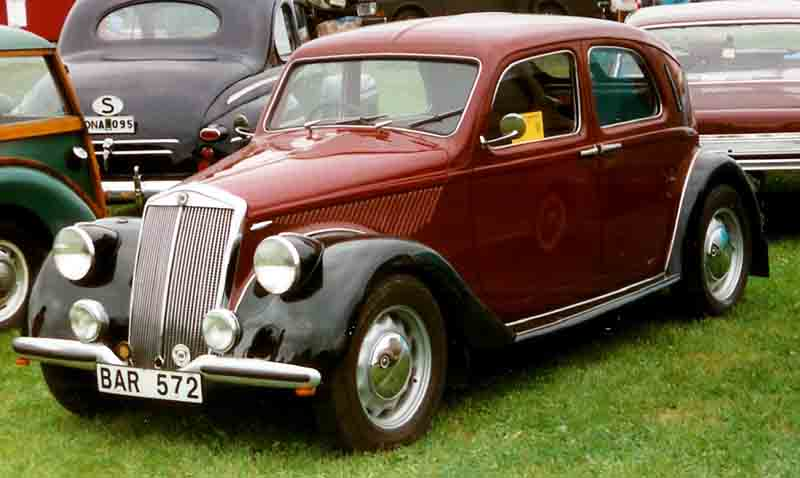
Lancia Aprilia Berlina uit 1937
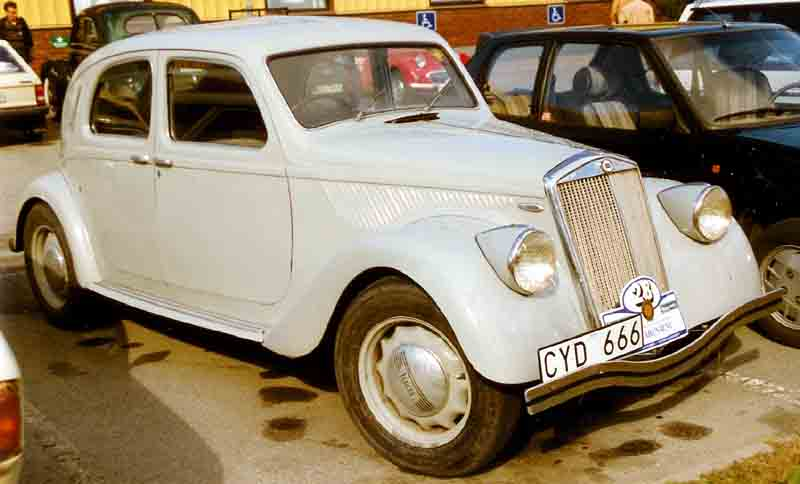
Lancia Aprilia Berlina uit 1939
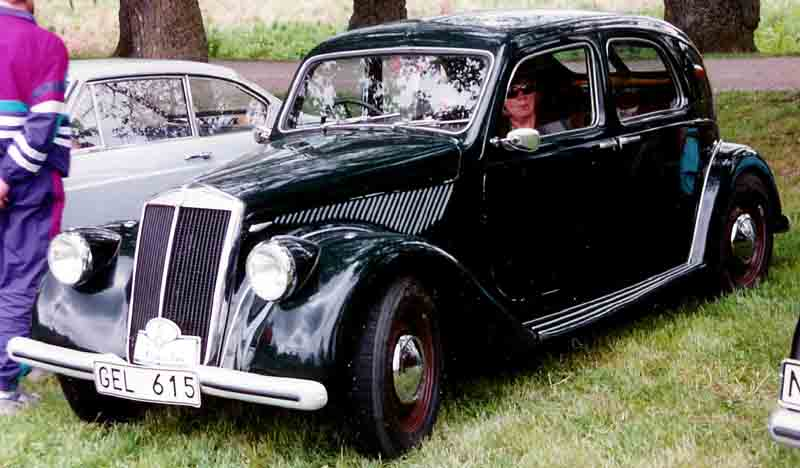
Lancia Aprilia Berlina uit 1947
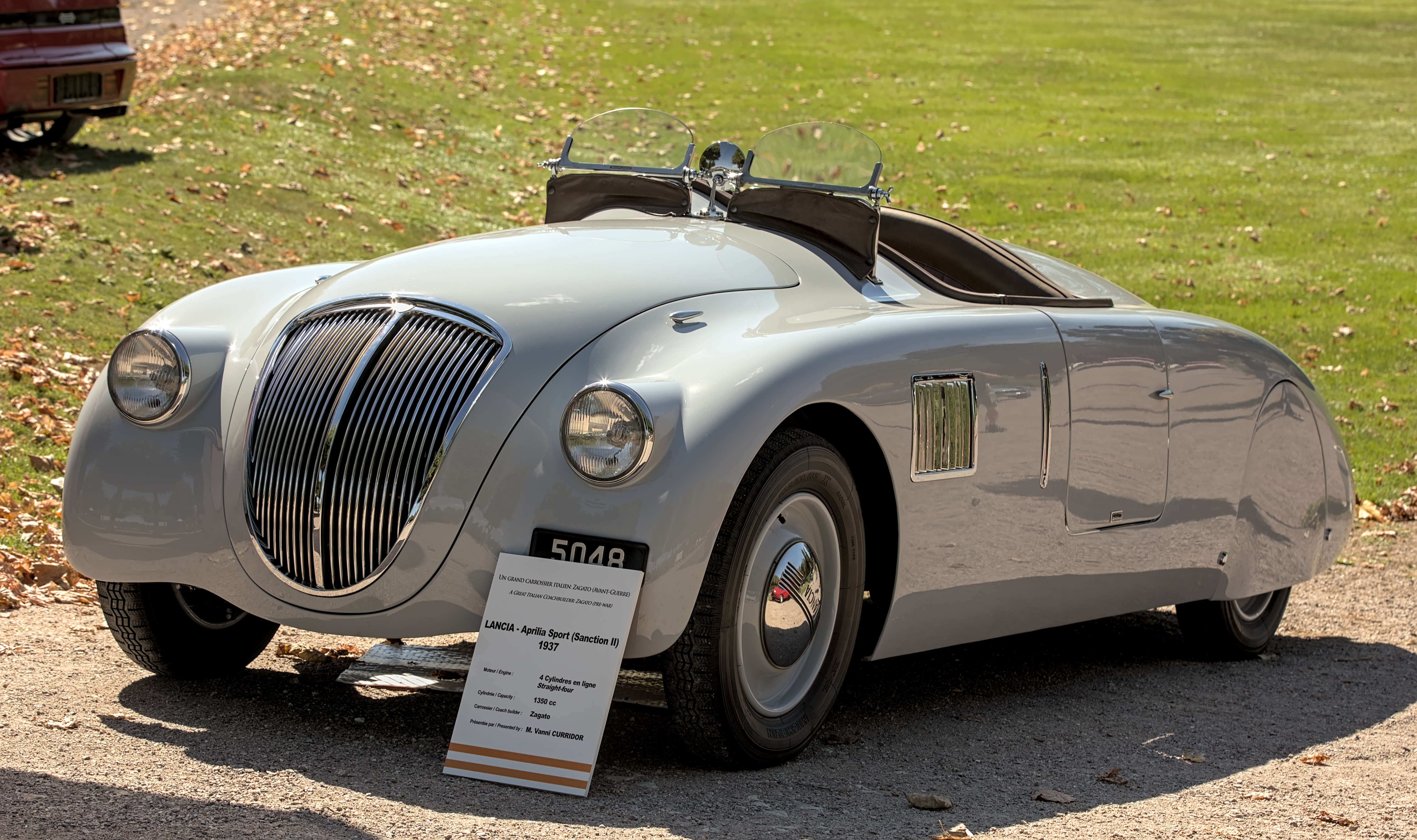
Lancia Aprilia Zagato Sport uit 1937 (Zagato)
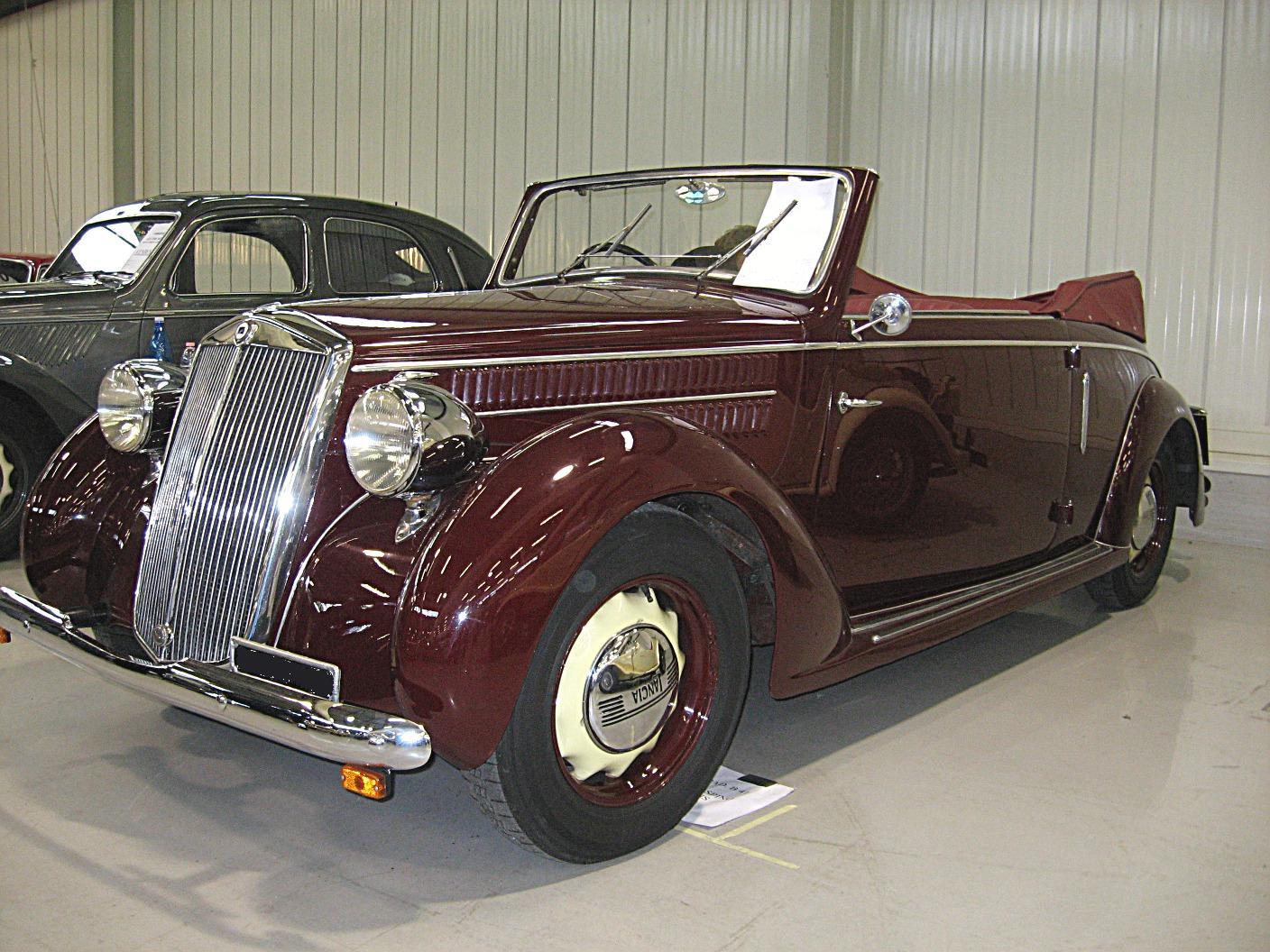
Lancia Aprilia Cabriolet uit 1938 (Pininfarina)
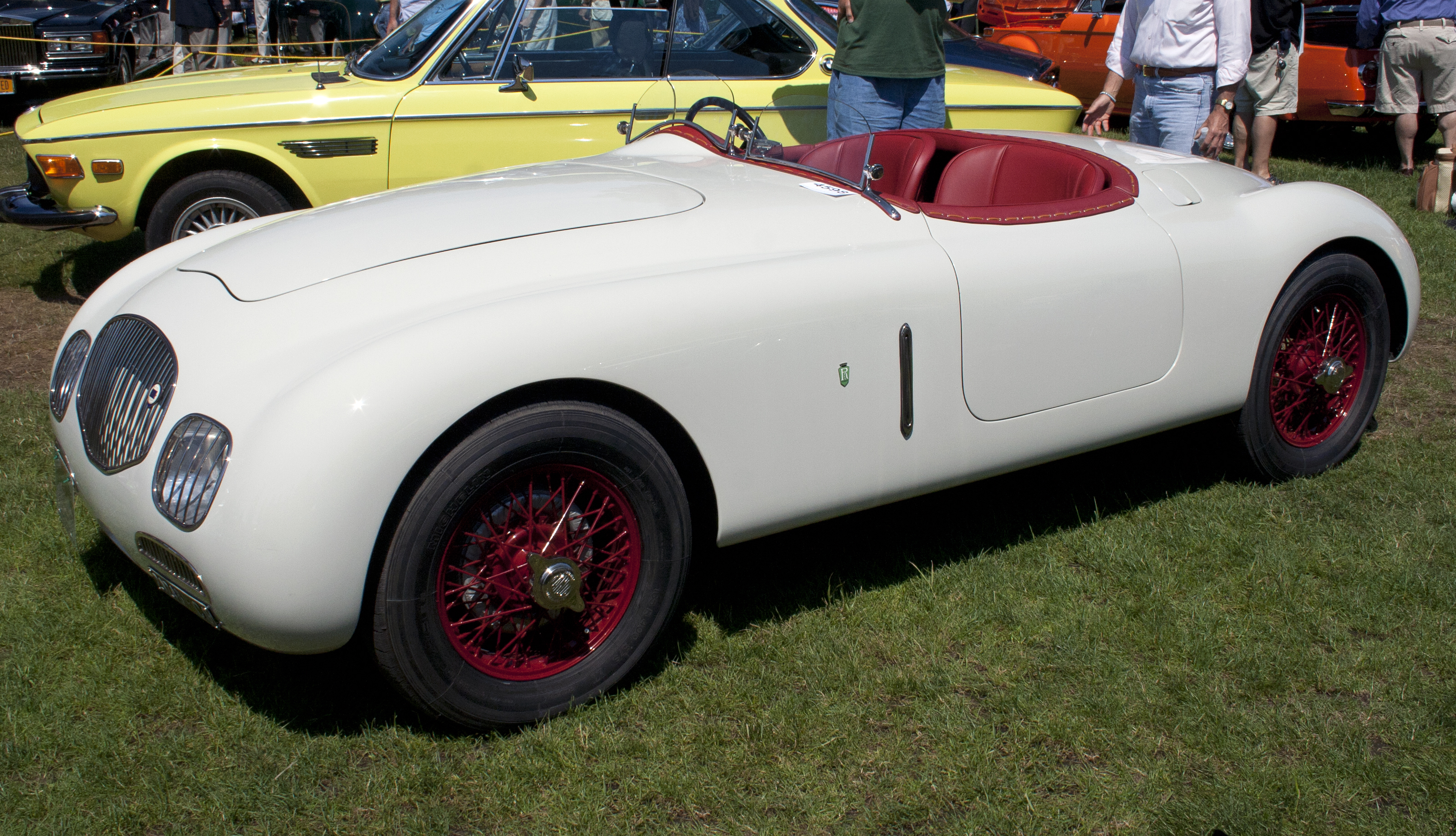
Lancia Aprilia Corsa Sport uit 1946 (Riva/Pagani)
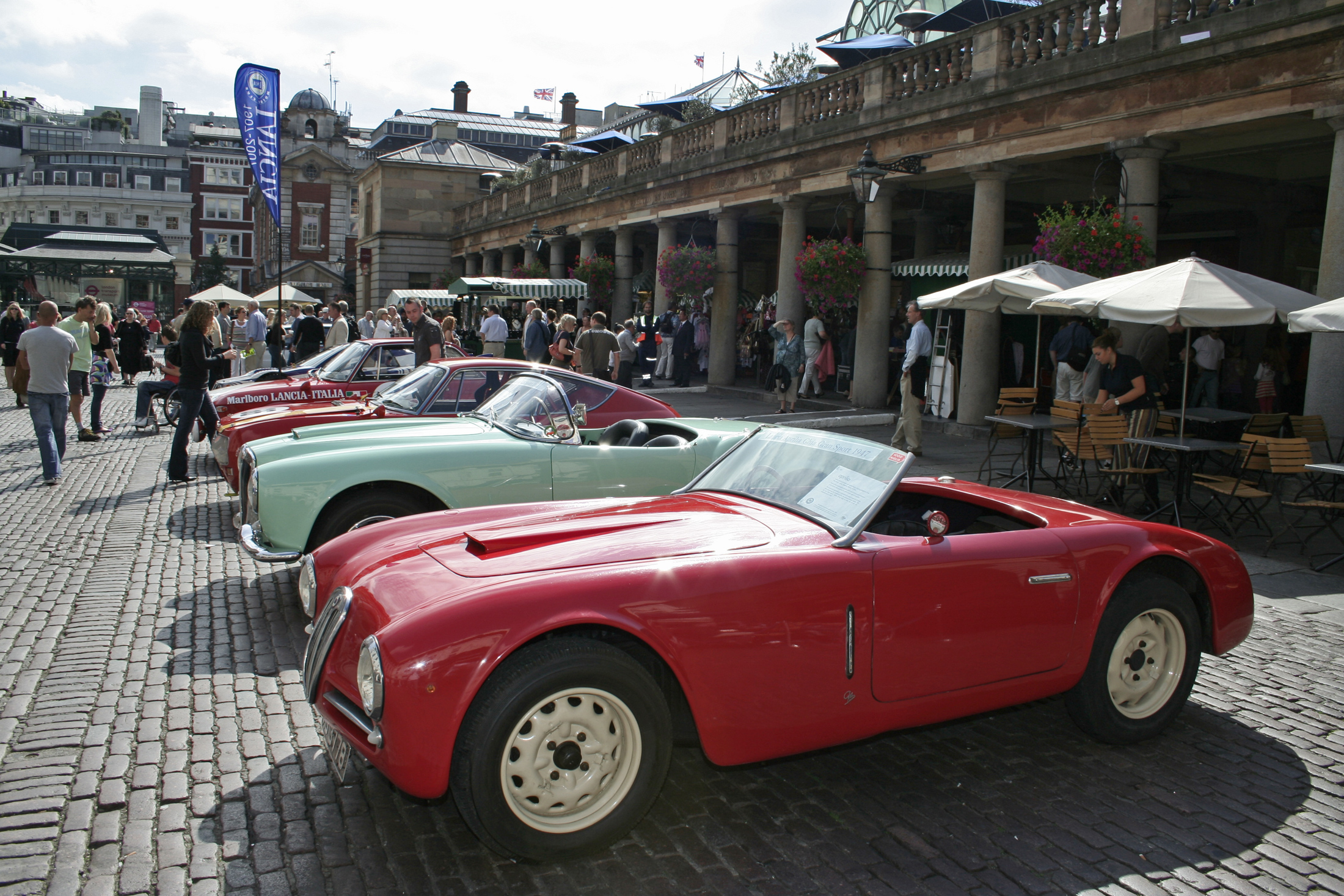
Lancia Aprilia Ghia Gran Sport uit 1947 (Ghia)

## In populaire cultuur
In het Kuifje stripalbum "Kuifje en het Zwarte Goud" zitten Kuifje en kapitein Haddock in een Lancia Aprilia de slechterik dr. Müller op de hielen tijdens een achtervolgingsscène.